# Sebastián Jiménez
Sebastián Jiménez Evans (né le 7 avril 1971 à Santiago) est un vétérinaire, présentateur de télévision et animateur de radio chilien.

## Télévision

### Émissions
| Année     | Titre                    | Rôle                    | Chaîne         |
| --------- | ------------------------ | ----------------------- | -------------- |
| 2000-2001 | La mañana del 13         | Panéliste               | Canal 13       |
| 2002-2008 | La Ley de la Selva       | Animateur               | Mega           |
| 2002-2008 | Morandé con compañía     | Co-animateur            | Mega           |
| 2009-2010 | Viva la mañana           | Animateur               | Canal 13       |
| 2009-2010 | Annimales                | Animateur               | Canal 13       |
| 2010      | Fanáticos de Viña        | Animateur               | Canal 13       |
| 2011      |                          | Animateur               | TV Chile       |
| 2011      | Un minuto para ganar     | Participant             | TVN            |
| 2011      | El Experimento           | Animateur               | TVN            |
| 2011      | Buenos días a todos      | Participations spécials | TVN            |
| 2012      | Doctor Vet Latinoamérica | Animateur               | NatGeo         |
| 2013      | Mujeres primero          | Lui-même (Invité)       | La Red         |
| 2014      | La tarde vive            | Animateur               | UCV Télévision |
| 2017      | Zoomate                  | Animateur               | Chilevisión    |

### Sources
- (es) Cet article est partiellement ou en totalité issu de l’article de Wikipédia en espagnol intitulé « Sebastián Jiménez » (voir la liste des auteurs).